# 歐洲物理學會
歐洲物理學會（缩写）致力於歐洲物理學及物理學家的提升。以下簡稱學會。

## 歷史
於1968年成立。

## 會員

### 會員
物理相關學會、研究機構或經學會認可之單位。來自歐洲40多國國家級的學會為學會會員。

### 榮譽會員
經學會選出對促進物理有傑出貢獻之個人。

### 合作夥伴
擁有超過50個企業實驗室、學院及研究所為學會的合作夥伴。

## 出版品

### 期刊
- European Journal of Physics (EJP)

## 外部連結
- .   [2009-08-20]. （原始内容存档于2020-11-08）.